# Fazlur Rahman Khan
Fazlur Rahman Khan (en bengalí: ফজলুর রহমান খান; Daca, 3 de abril de 1929-Yeda, 27 de marzo de 1982) fue un arquitecto e ingeniero bangladesí. 

## Trayectoria
Estudió ingeniería en la Bangladesh University of Engineering and Technology, y se doctoró en ingeniería de estructuras en 1952 en la Universidad de Illinois en Urbana-Champaign, en el seno de un intercambio de estudiantes del Programa Fulbright.
Entre 1952 y 1957 trabajó en la firma estadounidense Skidmore, Owings & Merrill de Chicago. Retornó entonces a su país, donde se integró en el Servicio de Ordenación de Karachi, pero en 1960 volvió a Estados Unidos y entró de nuevo en Skidmore, Owings & Merrill. Desarrolló allí una fructífera carrera como ingeniero de estructuras, especializándose en rascacielos, donde introdujo numerosas novedades, como el uso de acero tubular o el atirantado diagonal contra-viento visible, como se aprecia en el rascacielos 875 North Michigan Avenue (1965-1969, con Bruce Graham) y la Torre Willis (1970-1973, con Bruce Graham), ambos en Chicago. También intervino en el rascacielos One Shell Plaza en Houston, Texas (1971).
Fue el responsable de la mayoría de proyectos de Skidmore, Owings & Merrill en Oriente Próximo, entre los que destaca el Aeropuerto Internacional Rey Abdulaziz en Yeda, Arabia Saudí (1974-1980), que recibió el Premio Aga Khan de Arquitectura en 1983.

## Innovaciones estructurales
Khan descubrió que la estructura rígida de acero que había dominado durante mucho tiempo el diseño de edificios altos no era el único sistema adecuado para estos edificios, lo que marcó el comienzo de una nueva era de construcción de rascacielos.

### Sistemas estructurales de tubos
El John Hancock Center es la primera torre de uso mixto del mundo. Cuando se construyó, fue el segundo edificio más alto del mundo. Demostró cuánto más eficiente y factible podría ser la construcción de rascacielos muy altos, en comparación con el diseño y la tecnología más antiguos utilizados por los rascacielos hasta ese momento.
La innovación central de Khan en el diseño y la construcción de rascacielos fue la idea del sistema estructural de "tubos" para edificios altos, que incluía las variantes de tubo enmarcado, tubo con armadura y tubo agrupado. Su "concepto de tubo", utilizando toda la estructura del perímetro de la pared exterior de un edificio para simular un tubo de paredes delgadas, revolucionó el diseño de edificios altos. La mayoría de los edificios de más de 40 pisos construidos desde la década de 1960 ahora utilizan un diseño de tubo derivado de los principios de ingeniería estructural de Khan.

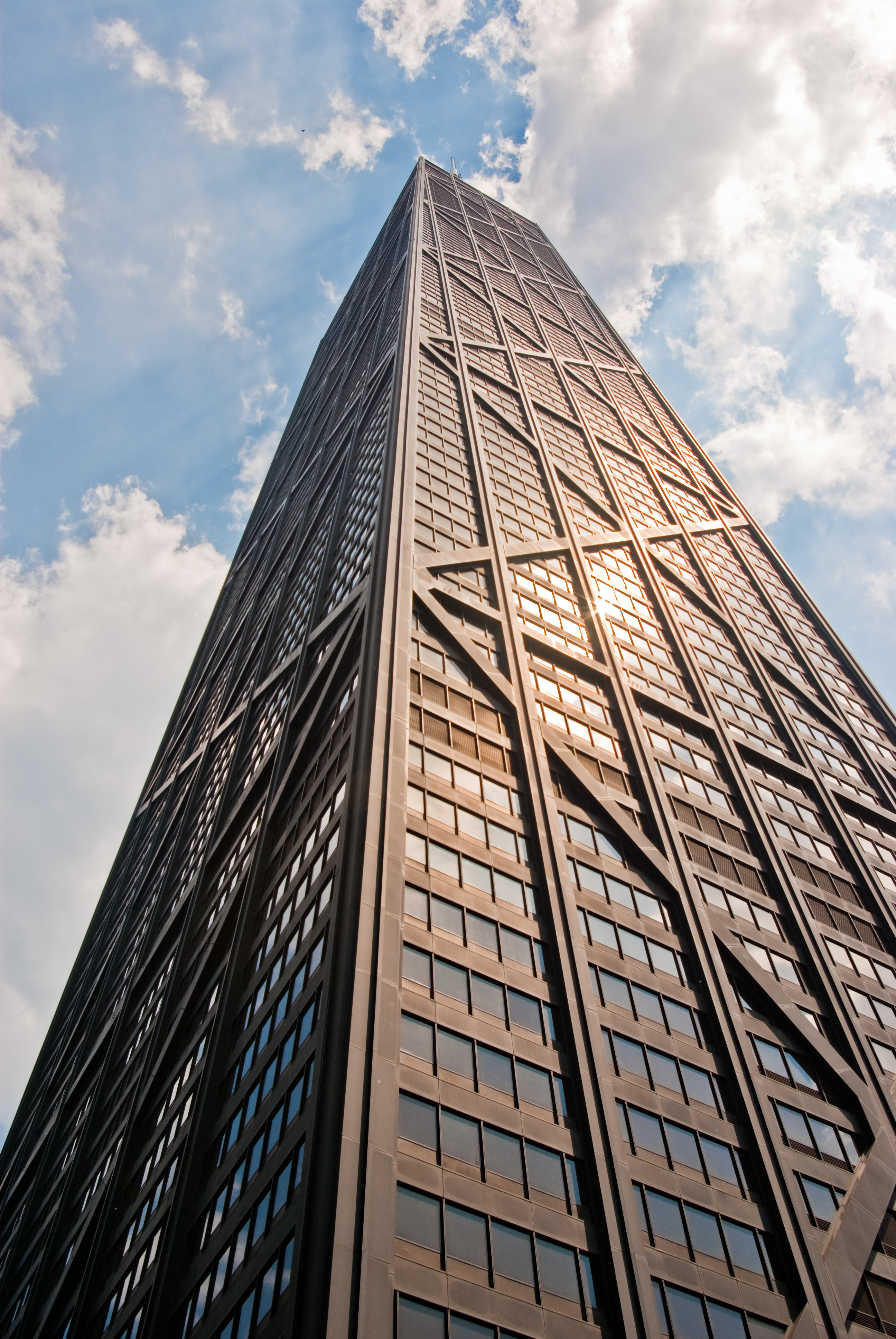
John Hancock Center. Los apartamentos en el John Hancock Center en Chicago, que se muestran aquí con su distintivo refuerzo en X exterior.

Las cargas laterales (fuerzas horizontales) como las fuerzas del viento, las fuerzas sísmicas, etc., comienzan a dominar el sistema estructural y adquieren una importancia creciente en el sistema general de construcción a medida que aumenta la altura del edificio. Las fuerzas del viento se vuelven muy sustanciales y las fuerzas causadas por terremotos, etc. también son muy importantes. Los diseños tubulares resisten tales fuerzas en edificios altos. Las estructuras de tubos son rígidas y tienen ventajas significativas sobre otros sistemas de entramado. No solo hacen que los edificios sean estructuralmente más fuertes y más eficientes, sino que también reducen significativamente los requisitos de material estructural. La reducción de material hace que los edificios sean más eficientes económicamente y reduce el impacto ambiental. Los diseños tubulares permiten que los edificios alcancen alturas aún mayores. Los sistemas tubulares permiten un mayor espacio interior y permiten que los edificios adopten diversas formas, lo que ofrece una mayor libertad a los arquitectos. Estos nuevos diseños abrieron una puerta económica para contratistas, ingenieros, arquitectos e inversores, proporcionando grandes cantidades de espacio inmobiliario en parcelas mínimas de tierra. Khan formaba parte de un grupo de ingenieros que alentaron un renacimiento en la construcción de rascacielos después de una pausa de más de treinta años.
Los sistemas tubulares aún tienen que llegar a su límite en lo que a altura se refiere. [28] Otra característica importante de los sistemas tubulares es que los edificios pueden construirse utilizando acero u hormigón armado, o un compuesto de los dos, para alcanzar mayores alturas. Khan fue pionero en el uso de hormigón ligero para edificios de gran altura, en un momento en que el hormigón armado se utilizaba principalmente para la construcción de sólo unos pocos pisos de altura. La mayoría de los diseños de Khan se concibieron considerando la prefabricación y la repetición de componentes para que los proyectos pudieran construirse rápidamente con errores mínimos.
Más que cualquier otro ingeniero del siglo XX, Fazlur Rahman Khan hizo posible que la gente viviera y trabajara en "ciudades en el cielo". Mark Sarkisian (Director de Ingeniería Sísmica y Estructural en Skidmore, Owings & Merrill) dijo, "Khan fue un visionario que transformó los rascacielos en ciudades celestes mientras se mantenía firmemente arraigado en los fundamentos de la ingeniería".

### Tubos enmarcados
Desde 1963, el nuevo sistema estructural de tubos enmarcados se volvió muy influyente en el diseño y la construcción de rascacielos. Khan definió la estructura de tubo enmarcado como "una estructura espacial tridimensional compuesta de tres, cuatro o posiblemente más marcos, marcos arriostrados o paredes de corte, unidos en sus bordes o cerca de ellos para formar un sistema estructural en forma de tubo vertical capaz de resistir fuerzas laterales en cualquier dirección por voladizo desde la base." Las columnas exteriores interconectadas estrechamente espaciadas forman el tubo. Las cargas horizontales, por ejemplo de viento y sísmicas, son soportadas por la estructura como un todo. Aproximadamente la mitad de la superficie exterior está disponible para ventanas. Los tubos enmarcados permiten menos columnas interiores y, por lo tanto, crean más espacio útil en el piso. La estructura de tubos agrupados es más eficiente para edificios altos, lo que reduce la penalización por la altura. El sistema estructural también permite que las columnas interiores sean más pequeñas y que el núcleo del edificio esté libre de marcos arriostrados o muros de corte que utilizan un valioso espacio en el piso. Cuando se requieran aberturas más grandes, como puertas de garaje, se debe interrumpir el marco del tubo y se deben utilizar vigas de transferencia para mantener la integridad estructural.

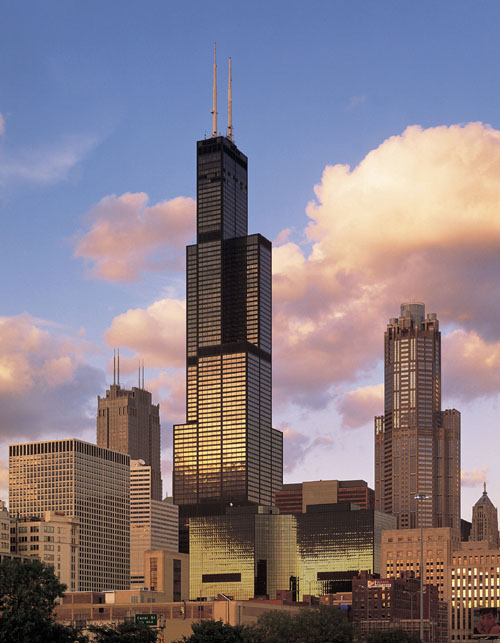
Willis Tower, diseñada por Khan y diseñada por Bruce Graham, fue el edificio más alto del mundo durante 25 años. El diseño introdujo el sistema estructural de tubos agrupados.

El primer edificio en aplicar la construcción de estructura de tubos enmarcados fue el edificio de apartamentos DeWitt-Chestnut, ya que pasó a llamarse Plaza DeWitt, edificio que Bruce Graham diseñó y del cual Khan hizo la ingeniería que se completó en Chicago en 1963. Esto sentó las bases para la estructura de tubos enmarcados utilizada en la construcción del World Trade Center.

### Tubo con armadura y arriostramiento en X
Khan fue pionero en varias otras variantes del diseño de la estructura del tubo. Uno de ellos fue el concepto de aplicar refuerzos en X al exterior del tubo para formar un tubo con armadura. Los arriostramientos en X reducen la carga lateral en un edificio al transferir la carga a las columnas exteriores, y la menor necesidad de columnas interiores proporciona un mayor espacio de piso utilizable. Khan empleó por primera vez refuerzos en X exteriores en su ingeniería del John Hancock Center en 1965, y esto se puede ver claramente en el exterior del edificio, lo que lo convierte en un ícono arquitectónico.
En contraste con las estructuras de armazón de acero anteriores, como el Empire State Building (1931), que requería alrededor de 206 kilogramos de acero por metro cuadrado y One Chase Manhattan Plaza (1961), que requería alrededor de 275 kilogramos de acero por metro cuadrado, el John Hancock Center fue mucho más eficiente, requiriendo solo 145 kilogramos de acero por metro cuadrado. El concepto de tubo con armazón se aplicó a muchos rascacielos posteriores, incluidos el Onterie Center, el Citigroup Center el Hotel Arts y el Bank of China Tower.

### Tubos agrupados
Una de las variantes más importantes de Khan del concepto de estructura de tubo fue los tubos agrupados , que se utilizó para la Willis Tower y el One Magnificent Mile. El diseño de tubos agrupados no solo era el más eficiente en términos económicos, sino que también era "innovador en su potencial para la formulación versátil del espacio arquitectónico. Las torres eficientes ya no tenían que ser como cajas; las unidades de tubos podían adoptar varias formas y podrían agruparse en diferentes tipos de agrupaciones".

Willis Tower tube structure

### Tubo en tubo
El sistema de tubo en tubo aprovecha los tubos de la pared de corte del núcleo además de los tubos exteriores. El tubo interior y el tubo exterior trabajan juntos para resistir cargas de gravedad y cargas laterales y para proporcionar rigidez adicional a la estructura para evitar deflexiones significativas en la parte superior. Este diseño se utilizó por primera vez en el One Shell Plaza. Los edificios posteriores que utilizaron este sistema estructural incluyen a las Torres Petronas.

### Estructuras de estabilizador y cinturón
El sistema de vigas y armazones de cinturón es un sistema de resistencia de carga lateral en el que la estructura del tubo está conectada a la pared del núcleo central con estabilizadores y armazones de cinturón muy rígidos en uno o más niveles. La BHP House fue el primer edificio en utilizar este sistema estructural seguido por el First Wisconsin Center, desde entonces renombrado U.S. Bank Center, en Milwaukee. El centro se eleva 601 pies, con tres armazones de cinturón en la parte inferior, media y superior del edificio. Las armaduras de cinturón expuestas tienen fines estéticos y estructurales. Los edificios posteriores incluyen el Centro Financiero Mundial de Shanghái.

### Estructuras de tubos de hormigón
Los últimos edificios importantes diseñados por Khan fueron el One Magnificent Mile y el Onterie Center en Chicago, que emplearon sus diseños de sistemas de tubos agrupados y de tubos entramados respectivamente. En contraste con sus edificios anteriores, que eran principalmente de acero, sus dos últimos edificios eran de hormigón. El edificio de los DeWitt-Chestnut Apartments, construido en 1963 en Chicago, también era un edificio de hormigón con estructura de tubo. La Trump Tower en Nueva York es también otro ejemplo que adoptó este sistema.

### Sistema de interacción del marco de muros de corte
Khan desarrolló el sistema de interacción de marcos de muros de corte para edificios de mediana altura. Este sistema estructural utiliza combinaciones de muros de corte y marcos diseñados para resistir fuerzas laterales. El primer edificio en utilizar este sistema estructural fue el edificio Brunswick de 35 pisos, que se completó en 1965 y se convirtió en la estructura de hormigón armado más alta de su época. El sistema estructural del edificio Brunswick consiste en un núcleo de muro de corte de hormigón rodeado por un marco exterior de hormigón de columnas. Edificios de apartamentos de hasta 70 pisos de altura han utilizado con éxito este concepto.

## Lista de edificios
Los edificios en los que Khan fue ingeniero estructural incluyen:
- McMath–Pierce solar telescope, Kitt Peak National Observatory, Arizona, 1962
- DeWitt-Chestnut Apartments, Chicago, 1963
- Brunswick Building, Chicago, 1965
- John Hancock Center, Chicago, 1965–1969
- One Shell Square, New Orleans, Louisiana, 1972
- 140 William Street (formerly BHP House), Melbourne, 1972
- Sears Tower, renamed Willis Tower, Chicago, 1970–1973
- First Wisconsin Center, renombrado U.S. Bank Center, Milwaukee, 1973
- Hajj Terminal, King Abdulaziz International Airport, Jeddah, 1974–1980
- King Abdulaziz University, Jeddah, 1977–1978
- Hubert H. Humphrey Metrodome, Minneapolis, Minnesota, 1982
- One Magnificent Mile, Chicago, completed 1983
- Onterie Center, Chicago, completed 1986
- United States Air Force Academy, Colorado Springs, Colorado

## Galería

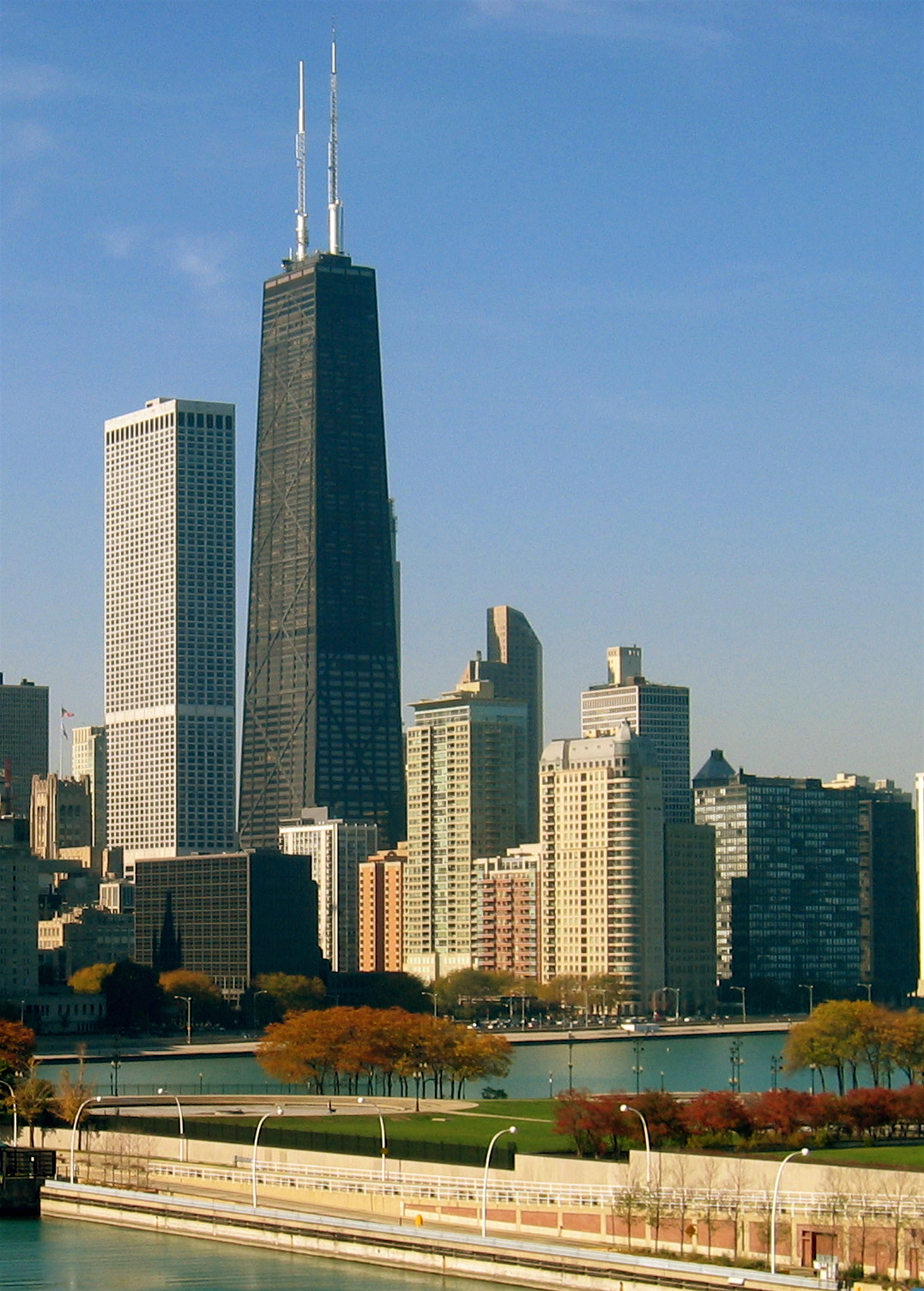
Rascacielos 875 North Michigan Avenue, Chicago (1965-1969, con Bruce Graham)
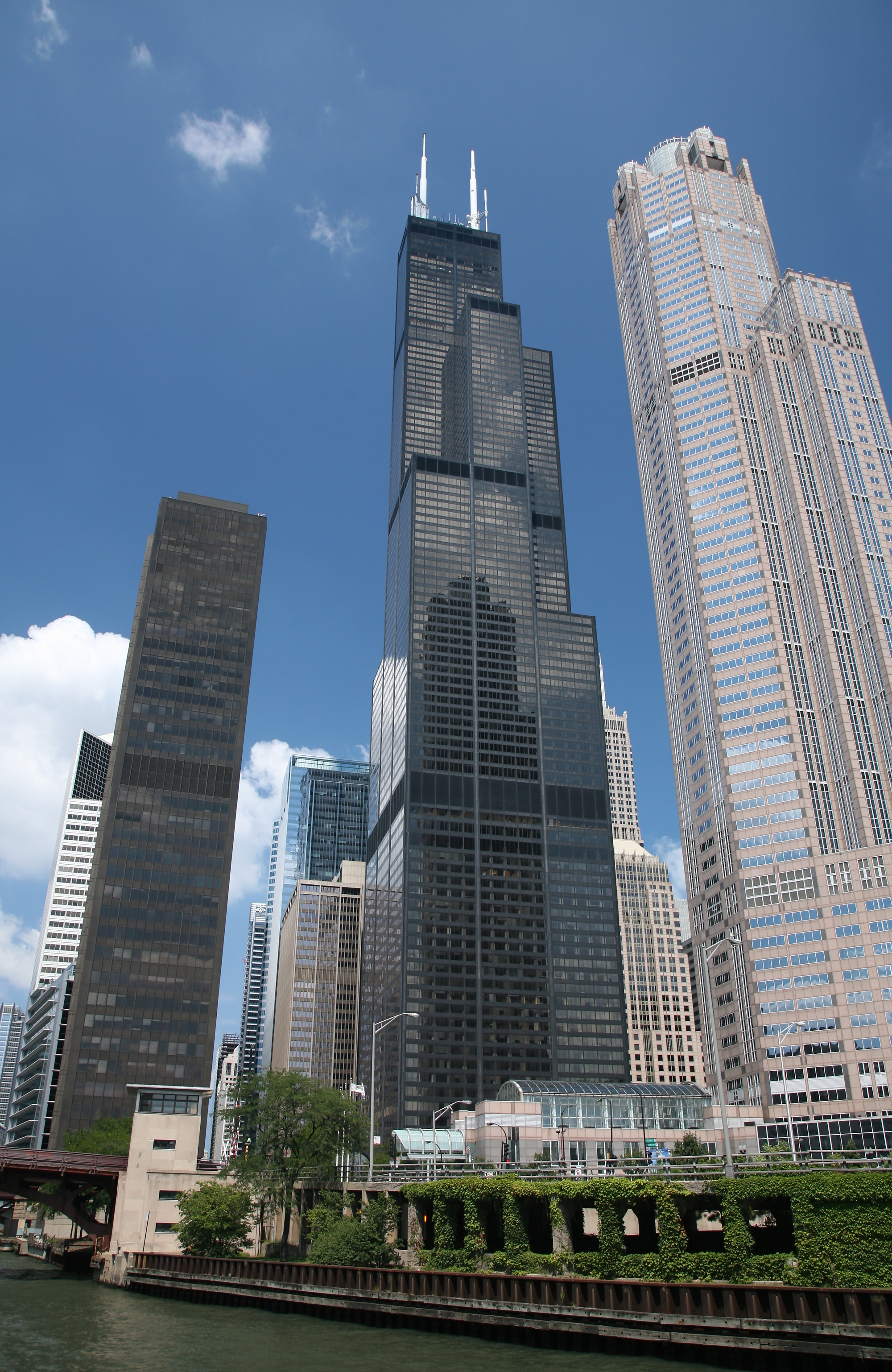
Torre Willis, Chicago (1970-1973, con Bruce Graham)
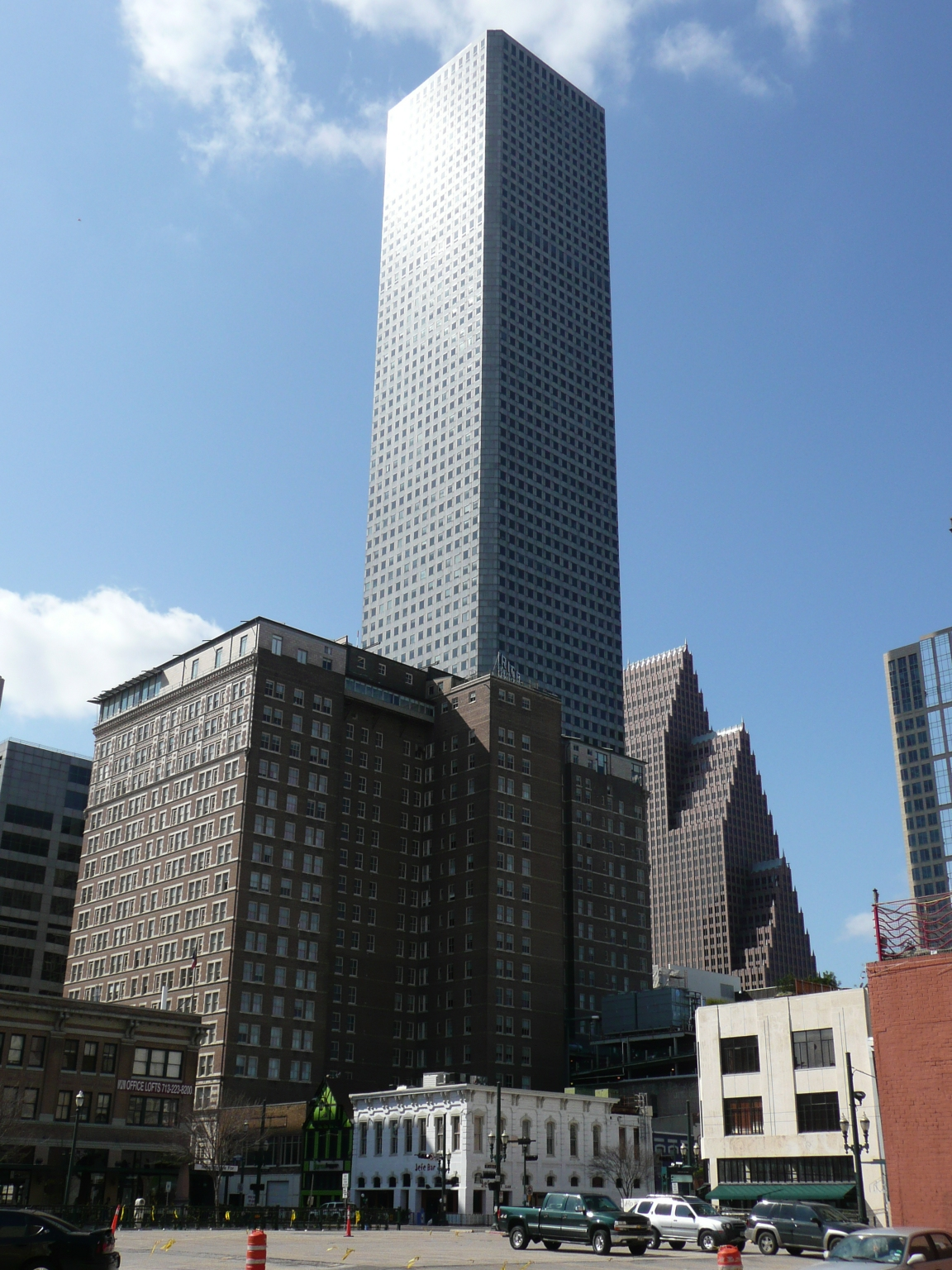
One Shell Plaza, Houston (1971)
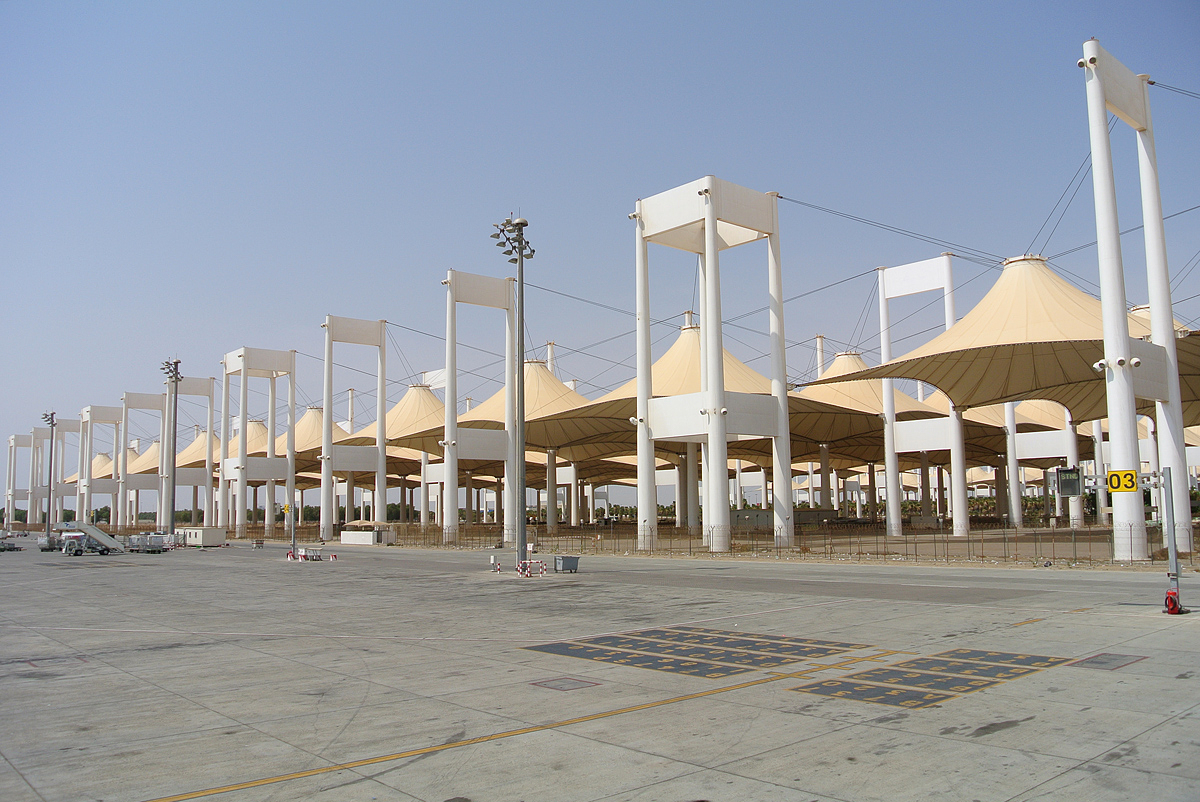
Aeropuerto Internacional Rey Abdulaziz, Yeda (1974-1980)